# BGE Kereskedelmi, Vendéglátóipari és Idegenforgalmi Kar

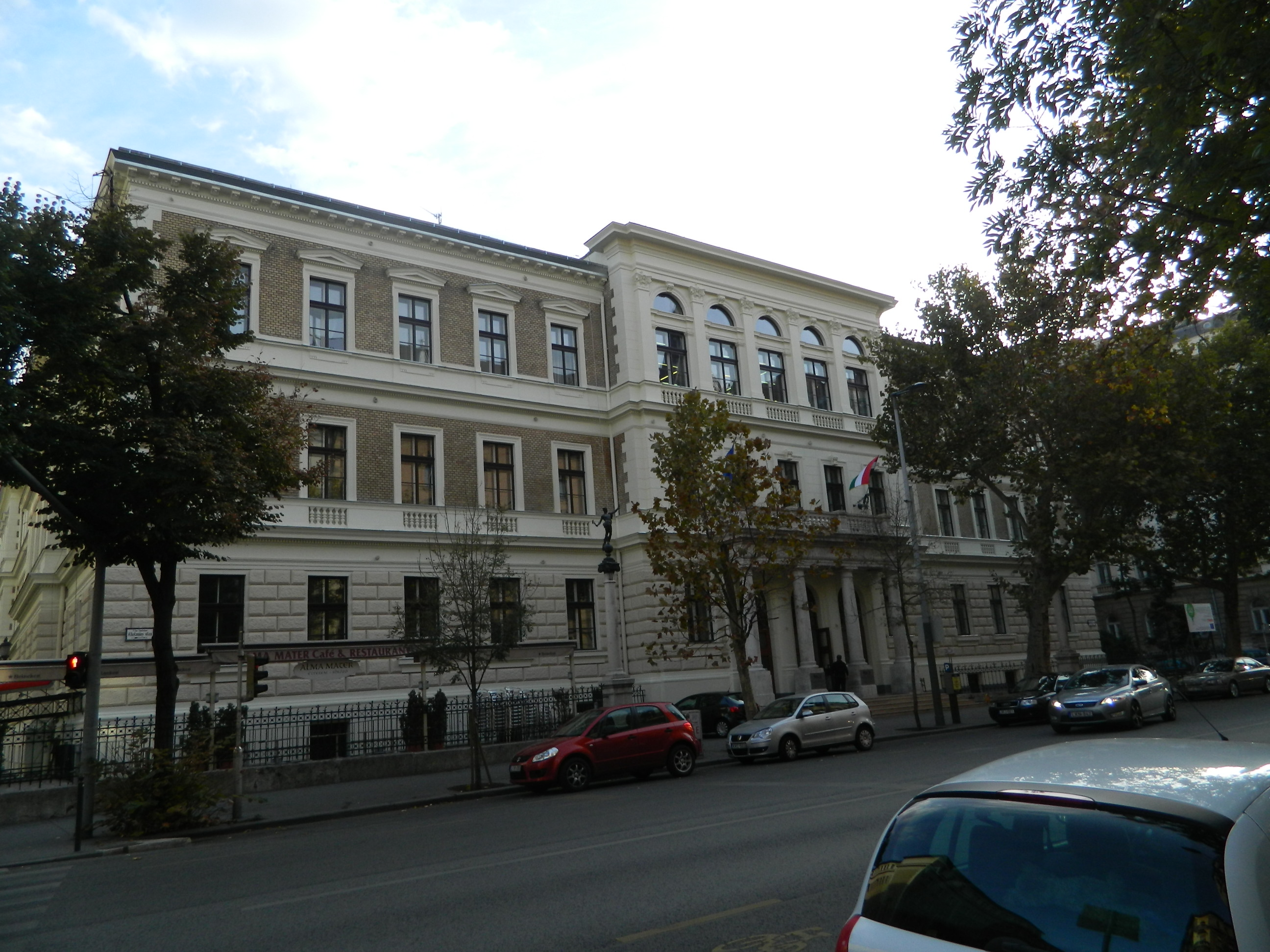

A BGE Kereskedelmi, Vendéglátóipari és Idegenforgalmi Kar (teljes nevén: Budapesti Gazdasági Egyetem Kereskedelmi, Vendéglátóipari és Idegenforgalmi Kar) a Budapesti Gazdasági Egyetem 3 karának egyike. Budapesten, az V. kerületi Alkotmány utca 9-11. alatt működik, ezen a néven 2016 óta. A főiskolát 2016-ban átminősítették egyetemmé, immár egyetemi karként működik. Rövidítése: BGE-KVIK (vagy hagyományosan KVIF).

## Története
A BGE Kereskedelmi, Vendéglátóipari és Idegenforgalmi Kar eredete a Pesti Kereskedelmi Akadémia 1857-es megalakításáig vezethető vissza, s így története egybefonódott 1945-ig a BGF Pénzügyi és Számviteli Karéval, ugyanabban az intézményben (Felsőfokú Kereskedelmi Szakiskola) képezték ugyanis a két világháború között a kereskedelem és a bankvilág szakembereit. Magyarország piacvezető, legnagyobb, mintegy 20 ezer hallgatót képező főiskoláját, a Budapesti Gazdasági Főiskola-t (BGF) a magyar felsőoktatási integráció hozta létre, s 2000. január 1-jétől a három jogelőd intézmény – a Kereskedelmi, Vendéglátóipari és Idegenforgalmi Főiskola, a Külkereskedelmi Főiskola, valamint a Pénzügyi és Számviteli Főiskola – összevonásával alakult meg. 2007-re a főiskola épületei komoly felújításokon mentek át. 2009 őszétől egyetemi képzéseket (MA/MSc) is kínál az iskola, így az intézmény már gyakorlatilag ekkor sem főiskola, hanem egyetem, amivé hivatalosan 2016-ban minősítették át.

## Érdekességek
Az épület előtt két szobor található. Hermész szobra, a kb. 200 cm-es négyszögletű kő talpazaton, kb. 350 cm-es kőoszlop. Az oszlopon mintás bronz gyűrű VOLT. (Ez a régi felvételen még látszik) Az oszlop ion fejezetén gömbön egy lábon kb. 200 cm-es Hermes alak áll, bal kezében erszényt tart. Lábain kis szárnyak vannak. (Kereskedők védőszentje)
A békét jelképező műalkotás, a kb. 200 cm-es négyszögletes kő talpazaton kb. 350 cm-es kő oszlop. Az oszlopon mintás bronz gyűrű VOLT. Az oszlop ion fejezetén gömbön kb. 200 cm-es , bronz szobor áll.

## Szakok
- andragógia
- kereskedelem és marketing (angol és német nyelven)
- turizmus-vendéglátás (magyar, angol és német nyelven)
- üzleti szakoktató (vendéglátás és kereskedelem szakirányokon)

### Felsőfokú szakképzések
- Európai uniós üzleti szakügyintéző
- Idegenforgalmi szakmenedzser
- Kereskedelmi szakmenedzser
- Kis- és középvállalkozási menedzser
- Reklámszervező szakmenedzser
- Üzleti szakmenedzser
- Vendéglátó szakmenedzser
- Web-programozó